# John Garman Hertzler

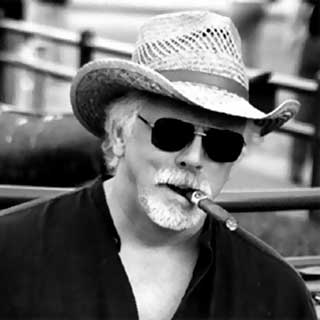
Hertzler im Jahr 2007

John Garman Hertzler (* 18. März 1950 in Savannah, Georgia), besser bekannt als J. G. Hertzler, ist ein US-amerikanischer Schauspieler, der vor allem durch seine zahlreichen Auftritte in verschiedenen Star-Trek-Serien bekannt wurde. Seine bekannteste Rolle ist die des klingonischen Generals und späteren Kanzlers Martok in Star Trek: Deep Space Nine.

## Karriere

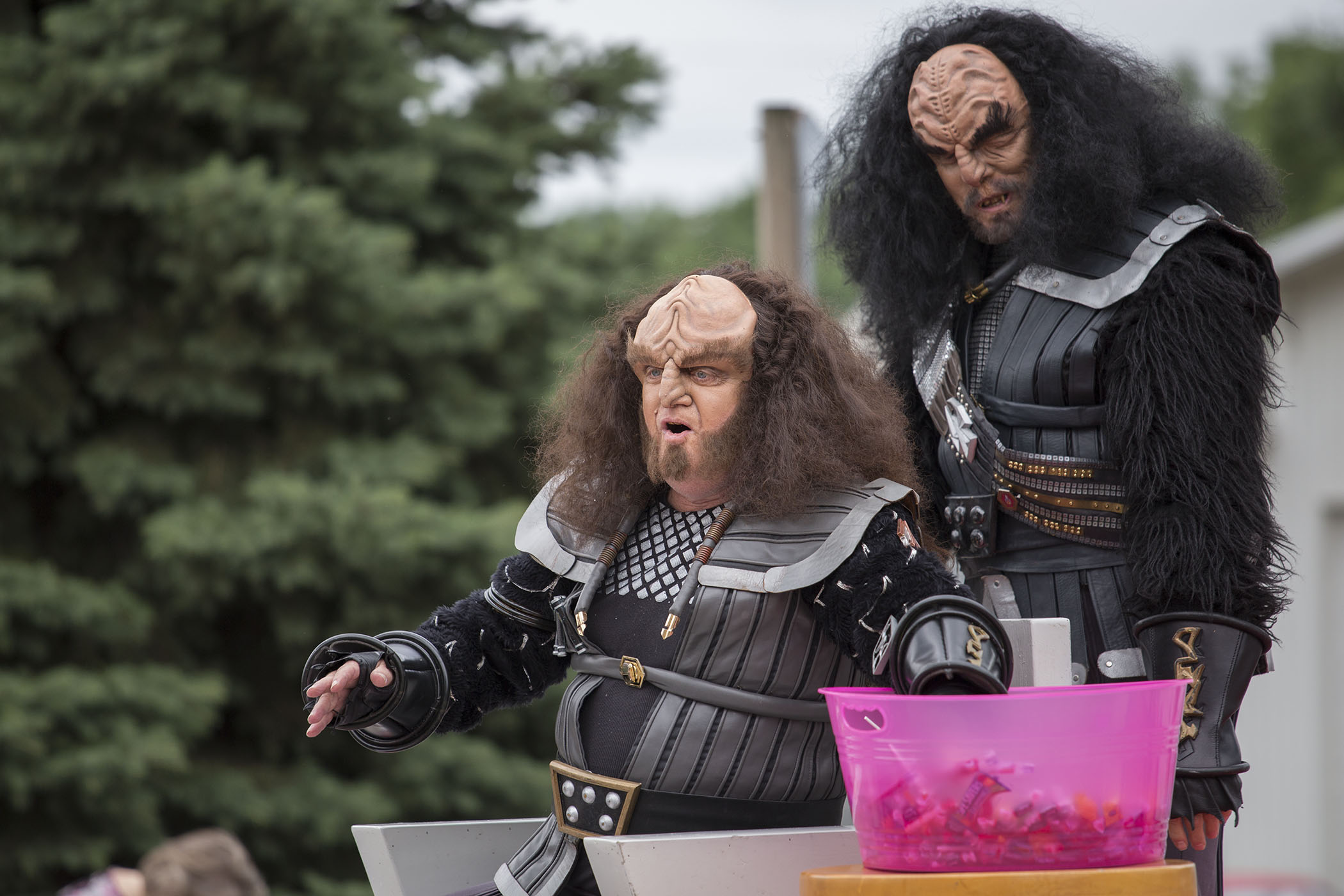
Hertzler (rechts) 2014 als Klingone „Martok“ auf einer Star-Trek-Convention; links Robert O’Reilly als „Gowron“

Hertzler spielte in Star Trek in mehreren Serien und trat dabei in verschiedenen Rollen auf. Unter anderem war er in der Rolle eines vulkanischen Captains bereits im Pilotfilm von Deep Space Nine zu sehen. Weiterhin spielte er in DS9 den Zeitungsillustrator Roy Ritterhouse sowie den Formwandler Laas. In Star Trek: Voyager verkörperte er einen Hirogen-Jäger und in Star Trek: Enterprise den klingonischen Advokaten Kolos sowie einen weiteren klingonischen Captain.
Hertzler ist damit gemeinsam mit Jeffrey Combs, Randy Oglesby und Thomas Kopache einer von vier Schauspielern, die in Star Trek sieben verschiedene Rollen gespielt haben.
Er trat neben einigen Filmprojekten auch in zahlreichen weiteren Fernsehserien wie Seinfeld und Six Feet Under – Gestorben wird immer auf und schrieb zusammen mit Jeffrey Lang das zweiteilige „Star Trek – Deep Space Nine (Anniversary)“-Buch „The Left Hand of Destiny“, in dem er an das Ende von DS9 anknüpft und seinen Seriencharakter Martok mit u. a. Worf, Alexander und Ezri durch einen blutigen politischen Putsch und eine mystische Nebengeschichte führt.
Nachdem er lange Zeit in Kalifornien gelebt hatte, zog er in den 2000er Jahren in den Staat New York, wo er neben der Schauspielerei am Theater in Rochester (New York) unter anderem auch als Gastprofessor für Schauspielerei an der Cornell University tätig war.

## Sonstiges
2013 wurde er für die demokratische Partei in den fünfköpfigen Stadtrat von Ulysses (New York) gewählt. Politisch setzt sich Hertzler insbesondere gegen Hydraulic Fracturing („Fracking“) ein, da er darin eine Gefahr für die Umwelt der Region sieht.
Im Mai 2017 gab Hertzler bekannt, für die Demokratische Partei im Jahr 2018 gegen den Republikaner Tom Reed für New York um einen Sitz im Repräsentantenhaus der Vereinigten Staaten zu kandidieren.

## Filmografie

### Filme
- 1978: The Redeemer: Son of Satan!
- 1979: … und Gerechtigkeit für alle (…And Justice for All)
- 1989: A Cry for Help: The Tracey Thurman Story (Fernsehfilm)
- 1994: Treasure Island: The Adventure Begins (Fernsehfilm)
- 1996: Innocent Victims (Fernsehfilm)
- 1998: God’s Army II – Die Prophezeiung (The Prophecy II)
- 1999: Die Silicon Valley Story (Pirates of Silicon Valley, Fernsehfilm)
- 2000: Jane (Kurzfilm)
- 2005: The Great War of Magellan (Kurzfilm)
- 2014: Prelude to Axanar

### Serienauftritte
- 1990: Zurück in die Vergangenheit (Quantum Leap, eine Folge)
- 1990: General Hospital (eine Folge)
- 1991–1993: Zorro – Der schwarze Rächer (Zorro, 38 Folgen)
- 1992: Highlander (eine Folge)
- 1993: Ultraman: The Ultimate Hero (eine Folge)
- 1993–1999: Star Trek: Deep Space Nine (27 Folgen)
- 1994: Dr. Quinn – Ärztin aus Leidenschaft (Dr. Quinn, Medicine Woman, zwei Folgen)
- 1994: Fortune Hunter – Bei Gefahr: Agent Carlton Dial (Fortune Hunter, eine Folge)
- 1994: Diagnose: Mord (Diagnosis Murder, eine Folge)
- 1994: Die Abenteuer des Brisco County jr. (The Adventures of Brisco County Jr., eine Folge)
- 1996: Seinfeld (eine Folge)
- 1996: Superman – Die Abenteuer von Lois & Clark (Lois & Clark: The New Adventures of Superman, zwei Folgen)
- 2000: Ein Hauch von Himmel (Touched By An Angel, eine Folge)
- 2000: Roswell (eine Folge)
- 2000: Sabrina – Total Verhext! (Sabrina, the Teenage Witch, eine Folge)
- 2000: Charmed – Zauberhafte Hexen (Charmed, Fernsehserie, eine Folge)
- 2000: Star Trek: Raumschiff Voyager (Star Trek: Voyager, eine Folge)
- 2002: Alle lieben Raymond (Everybody Loves Raymond, eine Folge)
- 2003–2004: Star Trek: Enterprise (zwei Folgen)
- 2004–2005: Six Feet Under – Gestorben wird immer (Six Feet Under, drei Folgen)
- 2022: Star Trek: Lower Decks (Stimme, eine Folge)

### Videospiele
- 1996: Star Trek: Klingon
- 2000: Star Trek: Armada
- 2001: Star Trek: Armada II
- 2003: Star Trek: Elite Force II
- 2018: Star Trek Online